# Dryopteris hondoensis
Dryopteris hondoensis là một loài thực vật có mạch trong họ Dryopteridaceae. Loài này được Koidz. miêu tả khoa học đầu tiên năm 1932.